# Metro Shanghai
Die Shanghai Metro ist die U-Bahn der Stadt Shanghai. Ende 2022 erreichte das Netz eine Länge von 802 Kilometern. Damit ist sie kurz hinter der U-Bahn Peking das zweitgrößte U-Bahn-Netz weltweit. 2012 wurden 2,276 Milliarden Fahrgäste befördert, das waren 184 Millionen weniger als in Peking.
1993 wurde die Linie 1 eröffnet, die Linie 2 sechs Jahre später. Beide wurden aus einem Konsortium von Siemens und Adtranz gebaut. Der Bau der Linie 3 wurde von Alstom durchgeführt.
Der derzeit größte Umsteigebahnhof ist die Haltestelle Renmin Guangchang (People’s Square). Hier werden die Linien 1, 2 und 8 miteinander verbunden. Vor Beginn der Expo 2010 wurde das Metronetz ausgebaut und mehrere große Umsteigebahnhöfe entstanden, an denen nicht nur verschiedene Metrolinien halten, sondern auch das Metronetz mit den Buslinien der Stadt verzahnt wird.
Alle Haltestellen einer Linie sind mit der entsprechenden Farbe der Linie gekennzeichnet. Sämtliche Stationen der Metro sind relativ schlicht gestaltet, spektakuläre Architektur gibt es nicht. Die Gestaltung der meisten Bahnhöfe unterlag bisher dem Shanghai Municipal Engineering Design Institute (SMEDI).

## Fahrscheine
Die U-Bahn fährt täglich zwischen 5 Uhr und Mitternacht, wobei die jeweils letzten Züge je nach Fahrtdauer zwischen 22.30 und 23.30 abfahren. Einfache Fahrten kosten zwischen 3 und 10 Yuan, abhängig von der gefahrenen Strecke.

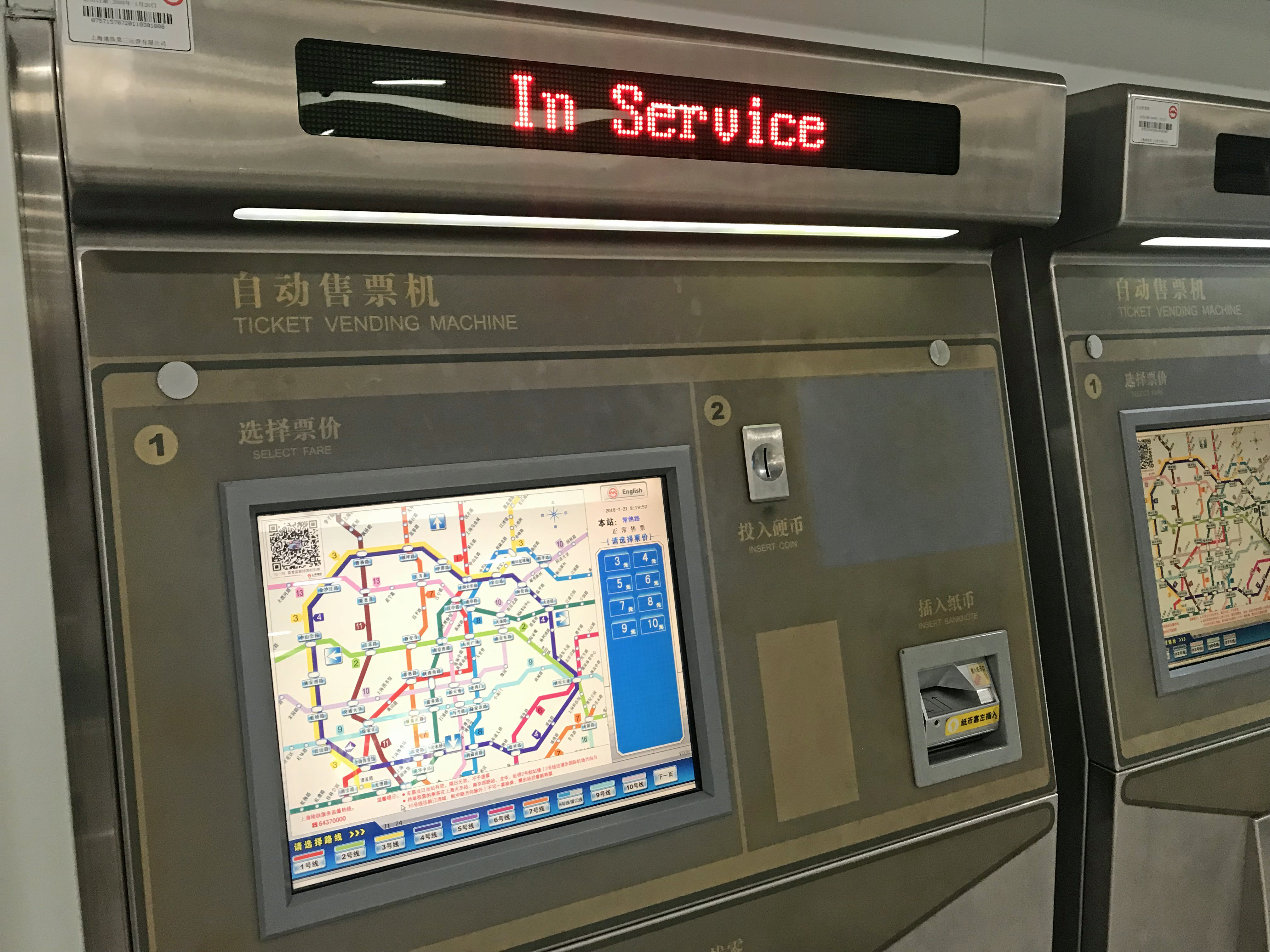
Touchscreen-Automat zum Kauf von Einzeltickets für die Shanghai Metro

Der Kauf von Einzelfahrkarten ist an mehrsprachigen Touchscreen-Automaten möglich. Eine Nutzung von Smartcards, der sogenannten Jiaotong Card, ist möglich. Ein Pfand von 20 Yuan ist zu zahlen, die Karte kann mit einem Guthaben von bis zu 999 Yuan aufgeladen werden und auch in Taxis oder zum Teil bei McDonald’s zum Zahlen verwendet werden.
Ebenso können Mobiltelefone (NFC oder QR-Code) sowie andere NFC-fähige Geräte (z. B. Smartwatch) genutzt werden.
Einzelfahrscheine werden, wie auch in manchen anderen Großstädten, auch noch am Ende der Fahrt zum Verlassen der Metrostationen benötigt, die unterirdisch oder auf einem Hochbahnabschnitt liegen. Nicht chinesisch sprechende Fahrgäste, die versuchen, Stationen ohne Fahrkarte zu verlassen, können außerhalb der Kernstadt und der großen Umsteigebahnhöfe langwierigere Probleme mit kontrollierenden Milizionären und Sicherheitspersonal bekommen.

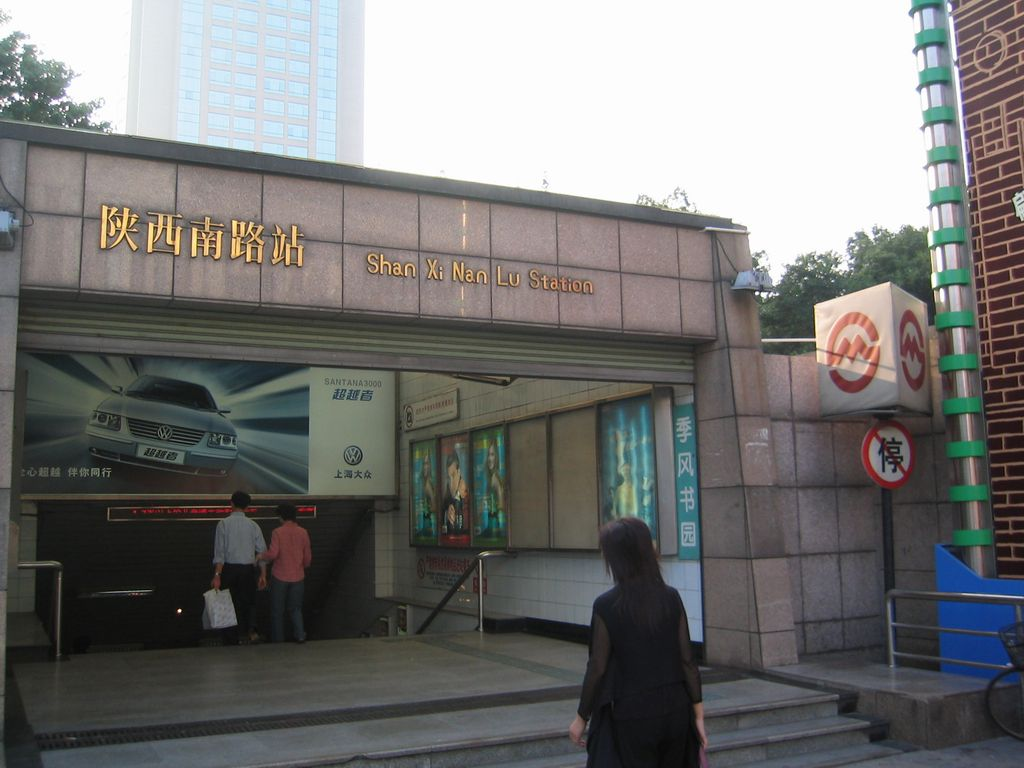
Eingang zu einer Haltestelle

## Netz

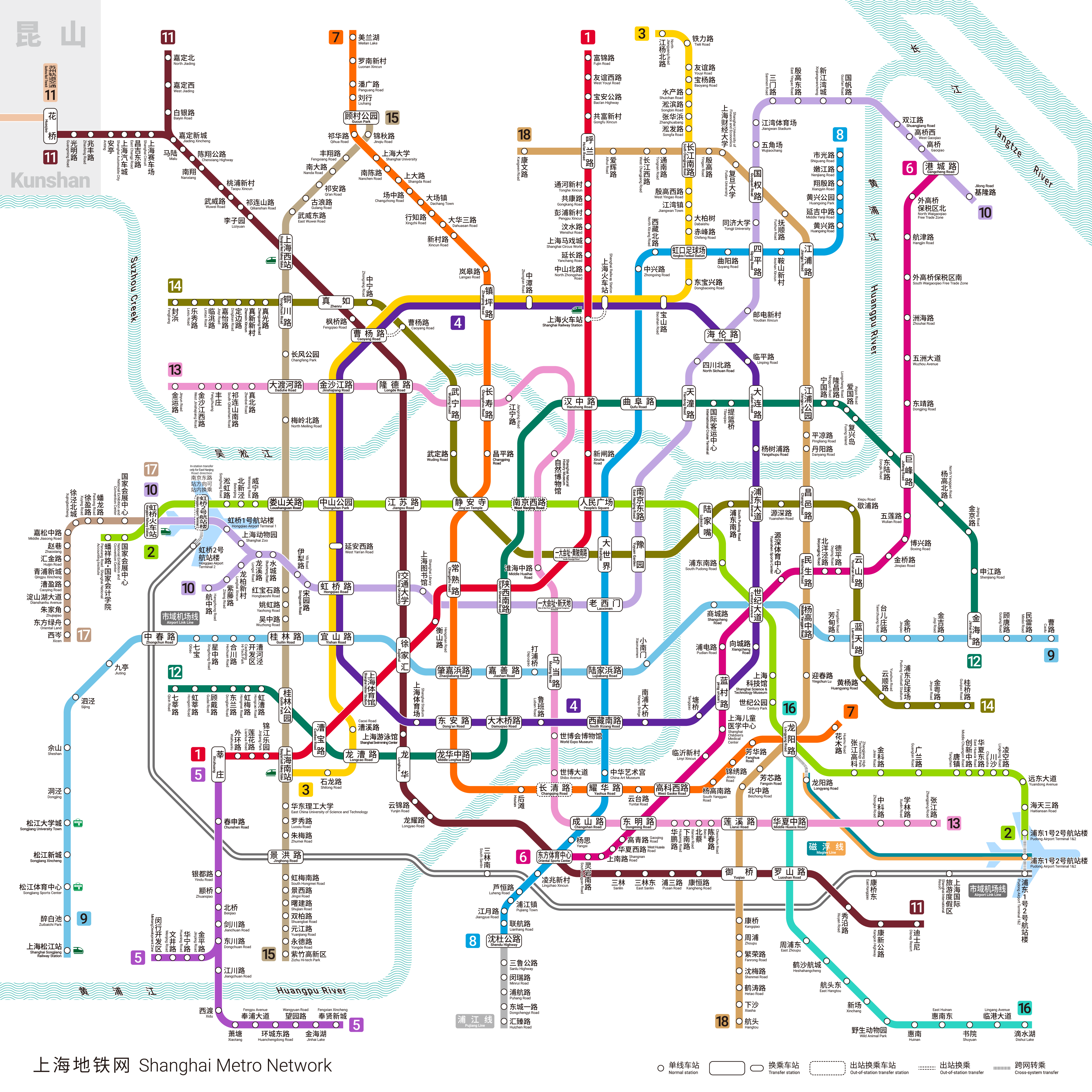
Metro Shanghai

| Linie    | Farbe      | Strecke                                   | Strecke                                    | Eröffnung | Länge (km) | Stationen |
| -------- | ---------- | ----------------------------------------- | ------------------------------------------ | --------- | ---------- | --------- |
| Linie 1  | Rot        | Fujin Road                                | Xinzhuang                                  | 1993      | 36,4       | 28        |
| Linie 2  | Grün       | Ost Xujing                                | Pudong Flughafen                           | 1999      | 63,8       | 30        |
| Linie 3  | Gelb       | Nord Jiangyang Road                       | Südbahnhof Shanghai                        | 2000      | 40,3       | 29        |
| Linie 4  | Dunkellila | Ringlinie                                 | Ringlinie                                  | 2005      | 33,7       | 26        |
| Linie 5  | Lila       | Xinzhuang                                 | Minhang Development Zone/Fengxian Xincheng | 2003      | 17,2       | 11        |
| Linie 6  | Magenta    | Gangcheng Road                            | Oriental Sportstadion                      | 2007      | 32,3       | 28        |
| Linie 7  | Orange     | Meilansee                                 | Huamu Road                                 | 2009      | 44,2       | 33        |
| Linie 8  | Blau       | Shiguang Road                             | Shendu Highway                             | 2007      | 37,4       | 30        |
| Linie 9  | Hellblau   | Songjiang Südbahnhof                      | Caolu                                      | 2007      | 77,6       | 35        |
| Linie 10 | Purpur     | Jilong Road                               | Bahnhof Hongqiao/Hangzhong Road            | 2010      | 35,4       | 31        |
| Linie 11 | Braun      | Nord Jiading/Huaqiao                      | Disney Resort                              | 2009      | 82,4       | 31        |
| Linie 12 | Dunkelgrün | Qixin Road                                | Jinhai Road                                | 2013      | 40,4       | 32        |
| Linie 13 | Rosa       | Jinyun Road                               | Zhangjiang Road                            | 2012      | 38,8       | 19        |
| Linie 14 |            | Fengbang                                  | Guiqiao Road                               | 2021      | 38,5       | 30        |
| Linie 15 |            | Gucun Park                                | Zizhu-Hi-Tech Park                         | 2021      | 42,3       | 30        |
| Linie 16 | Türkis     | Longyang Road                             | Dishui Lake                                | 2013      | 51,9       | 13        |
| Linie 17 | Hellrot    | Hongqiao Railway Station                  | Oriental Land                              | 2017      | 35,5       | 7         |
| Linie 22 | Grau       | Shanghai Nanzhan (Shanghai South Station) | Jinshan                                    | 2012      | 56,4       | 8         |

### Linie 1

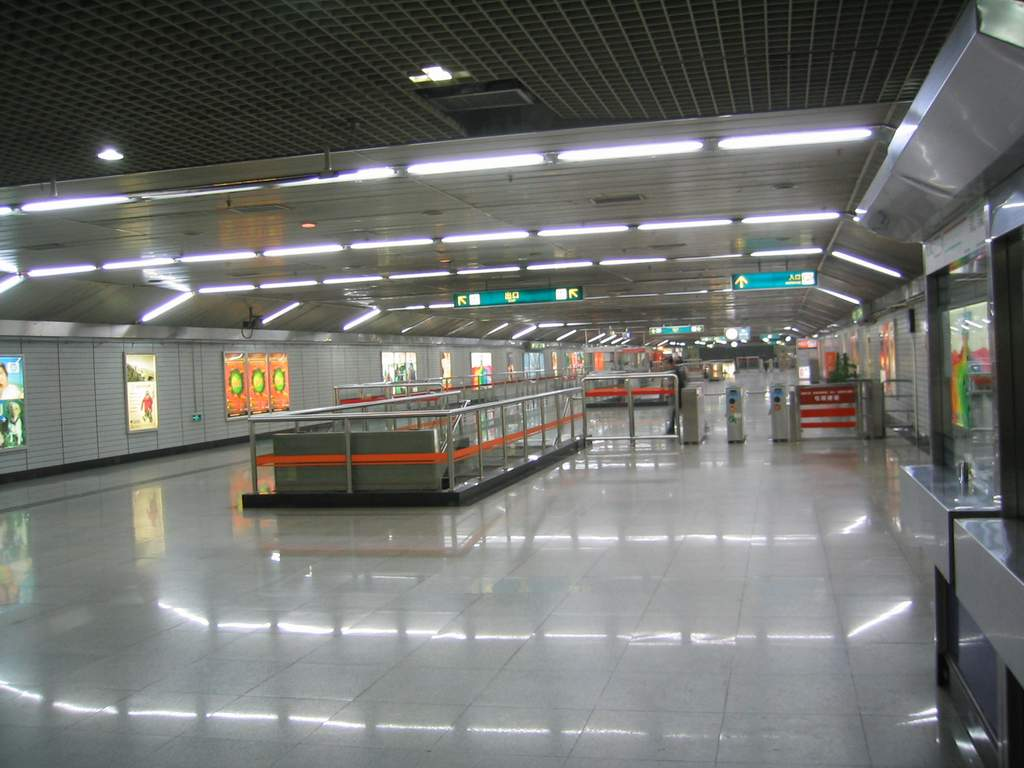
Haltestelle Heng Shan Road

Die Linie 1 verläuft von Fujin Road im nördlich gelegenen Baoshan-Bezirk über den Shanghaier Hauptbahnhof Shanghai Zhan nach Süden in die Vororte der Stadt. Endstation ist dort Xinzhuang im Minhang-Bezirk, wo es eine Umstiegsmöglichkeit zur Linie 5 gibt. Die Gesamtlänge beträgt derzeit 36,39 km. Am 28. Dezember 2004 wurde die erste Verlängerung der Linie 1 vom Hauptbahnhof bis nach Gongfu Xin Cun in Betrieb genommen. Damit kamen 12,4 km neue Strecke und neun neue Bahnhöfe zum U-Bahn-Netz. Der Großteil dieser Verlängerung ist als Hochbahn angelegt. Im Dezember 2007 erfolgte die Einweihung einer weiteren 4 km langen Verlängerung mit drei neuen Stationen. Fujin Road ist seither Endstation.
Auf den Linien 1 und 2 werden seit 2007 verstärkt Acht-Wagen-Züge eingesetzt. Dies erfolgt durch Neubeschaffungen von Alstom-Zügen (2007/2008) sowie Umbauten der Züge der ersten Baureihe.

### Linie 2

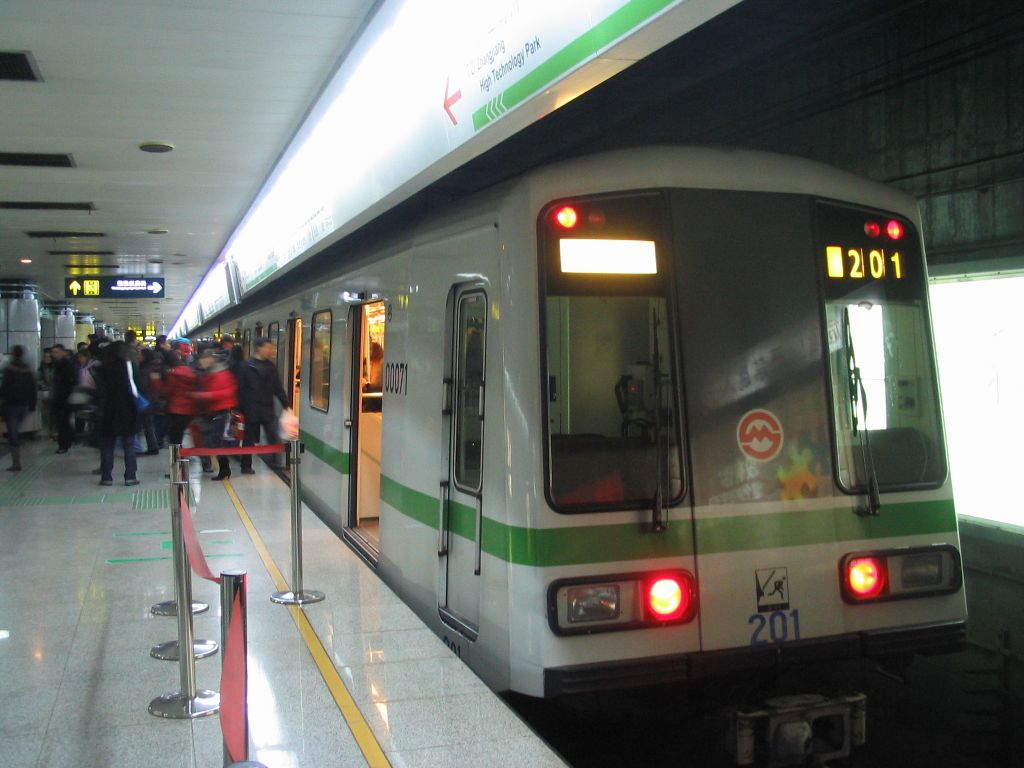
Zug der Linie 2

Die am 28. Oktober 1999 eröffnete Strecke verläuft heute mit einer Länge von 60 km von Ost Xujing im Westen der Stadt bis zum Flughafen Shanghai-Pudong im Osten. An der Haltestelle Longyang Road besteht die Umsteigemöglichkeit zum Transrapid, der ebenfalls zum Flughafen Pudong fährt. Linie 2 verbindet seit März 2010 die beiden Flughäfen der Stadt.

### Linie 3
Diese Linie ist aus Teilen einer bestehenden Ringeisenbahnstrecke entstanden. Sie wird überwiegend auf Viadukten geführt und verläuft von Nord Jiangyang Road im Norden der Stadt bis zum Südbahnhof von Shanghai. Im Ganzen ist sie 40,3 km lang und besteht aus 29 Haltestellen. Der erste Erprobungsbetrieb wurde im Dezember 2000 aufgenommen, der kommerzielle Betrieb im August 2001. Bis zur vollständigen Lieferung der Alstom-Züge wurden Zuggarnituren der Linien 1 und 2 benutzt, um einen eingeschränkten Betrieb sicherzustellen.

### Linie 4

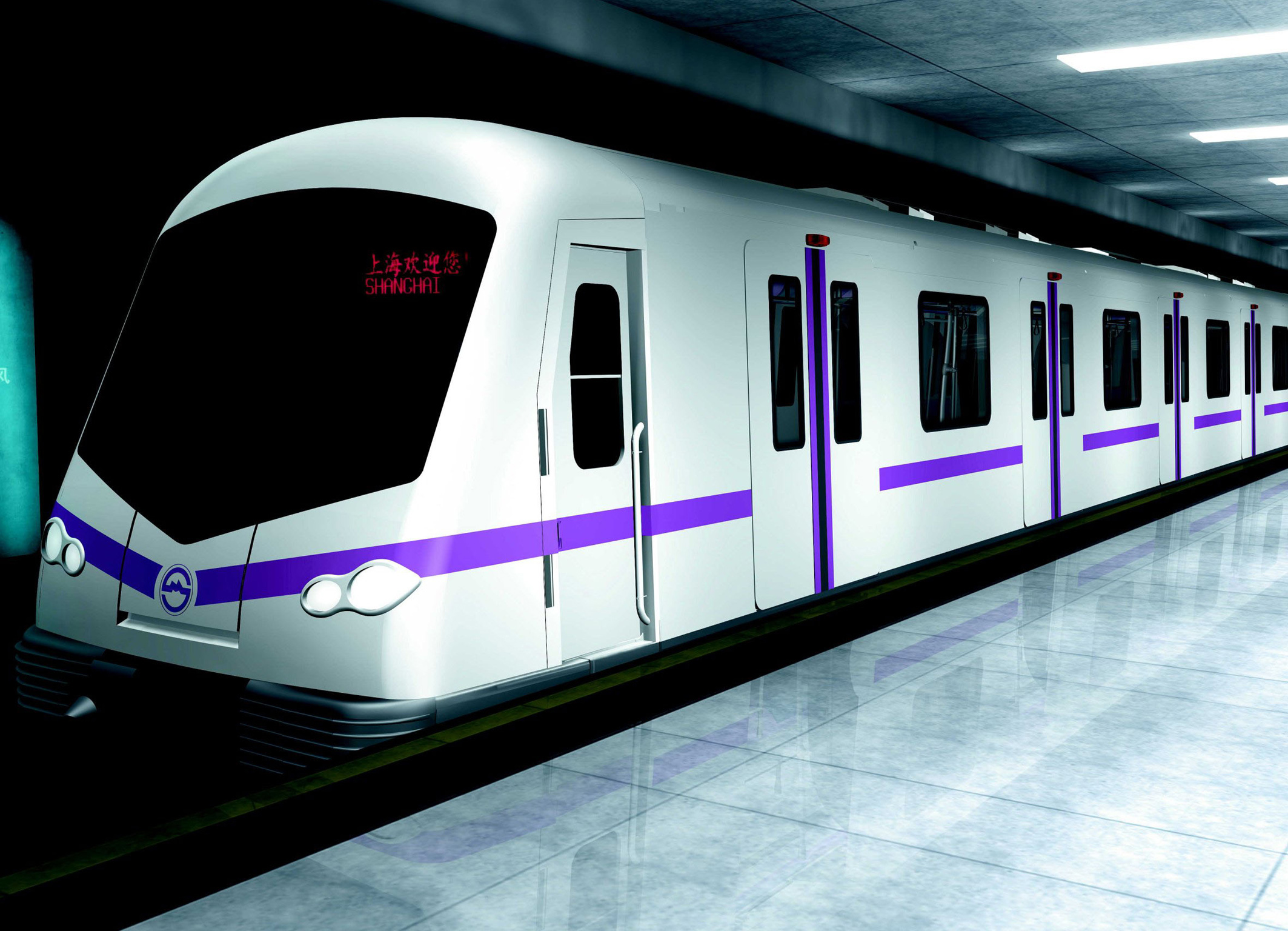
Zug der Linie 4, auch als „Circle Line“ bekannt

Die Linie 4 mit einer Länge von 33,7 km ist eine Ringlinie, die Teile ihrer Gleise mit der Linie 3 teilt. Sie kreuzt die meisten anderen Metrolinien Shanghais. Der südliche Streckenabschnitt von Damuqiao Road bis zur Lancun Road ist seit 29. Dezember 2007 in Betrieb. Die Linie wird derzeit im 5½- bis 13-Minuten-Takt betrieben. Die im Uhrzeigersinn verkehrenden Züge werden als „Inner Circle“, die entgegen als „Outer Circle“ bezeichnet.

### Linie 5
Linie 5 ist eine Verlängerung der Linie 1 ab Xinzhuang bis Minhang Development Zone. Im Ganzen ist sie 17,2 km lang und besteht aus elf Haltestellen.
Verlängerungen in die südlichen Bezirke bis nach „Nanhui“ sind derzeit in Planung.

### Linie 6

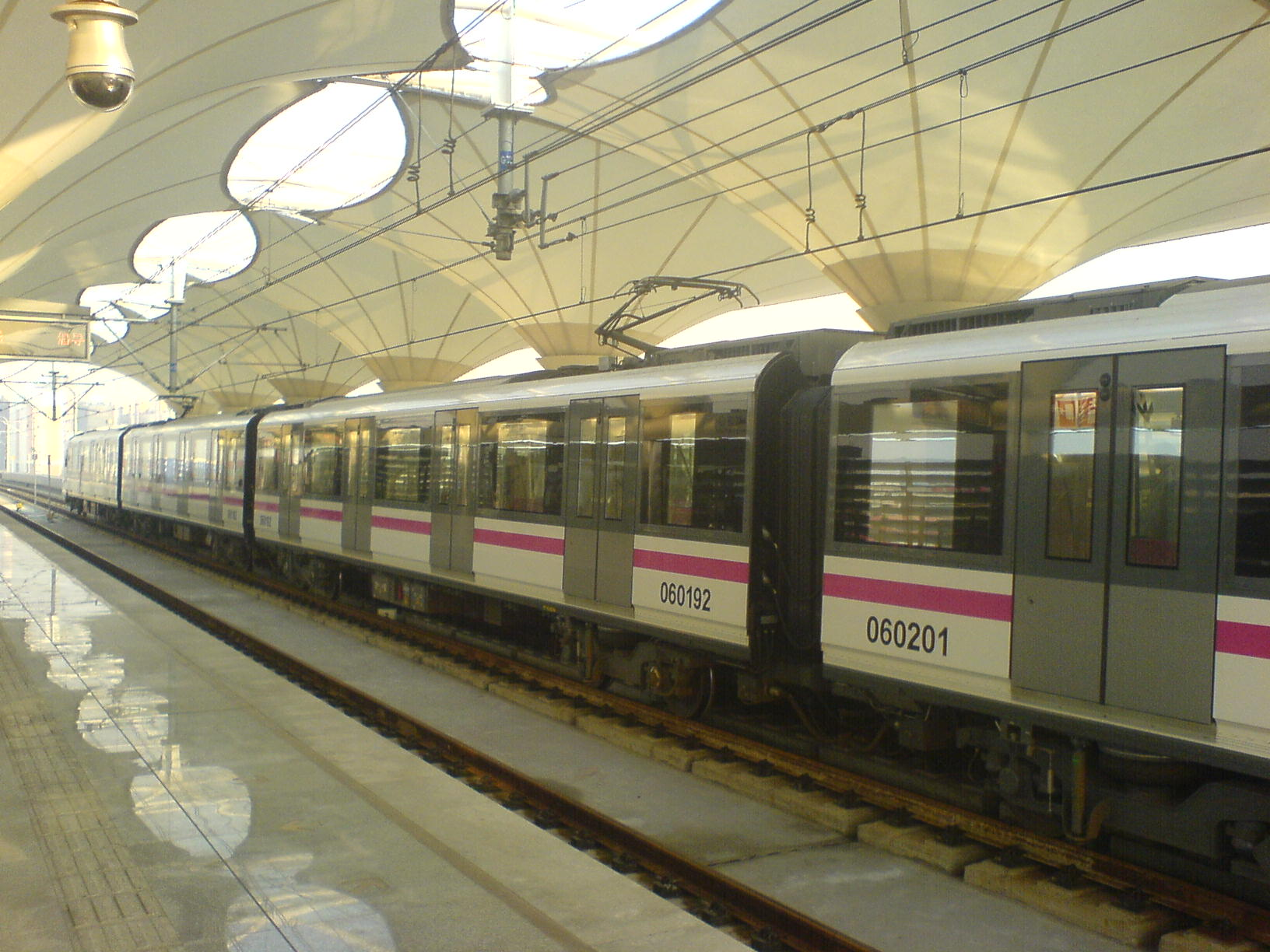
Gangcheng Road

Länge: 32,3 km; ab Gangcheng Road bis Oriental Sportstadion. Die Züge der Linie 6 weisen im Vergleich zu etwa denen der Linien 1 und 2 ein geringeres Lichtraumprofil auf, sind somit schmaler. Dadurch konnte das Tunnelprofil ebenfalls verringert und somit Baukosten gesenkt werden.

### Linie 7

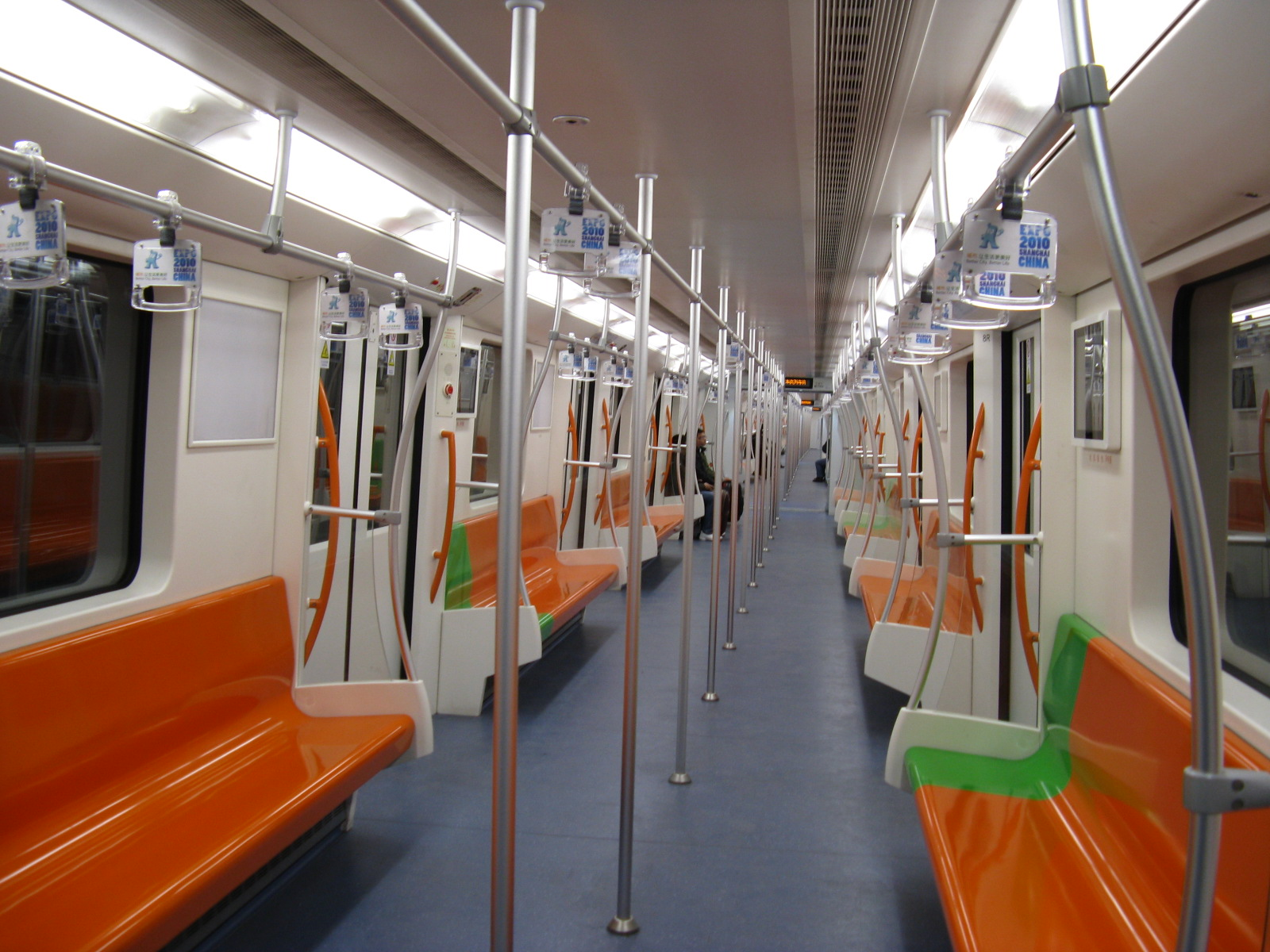
Innenansicht: Zug der Linie 7

Länge: 44,2 km; ab Meilansee bis Huamu Road.

### Linie 8

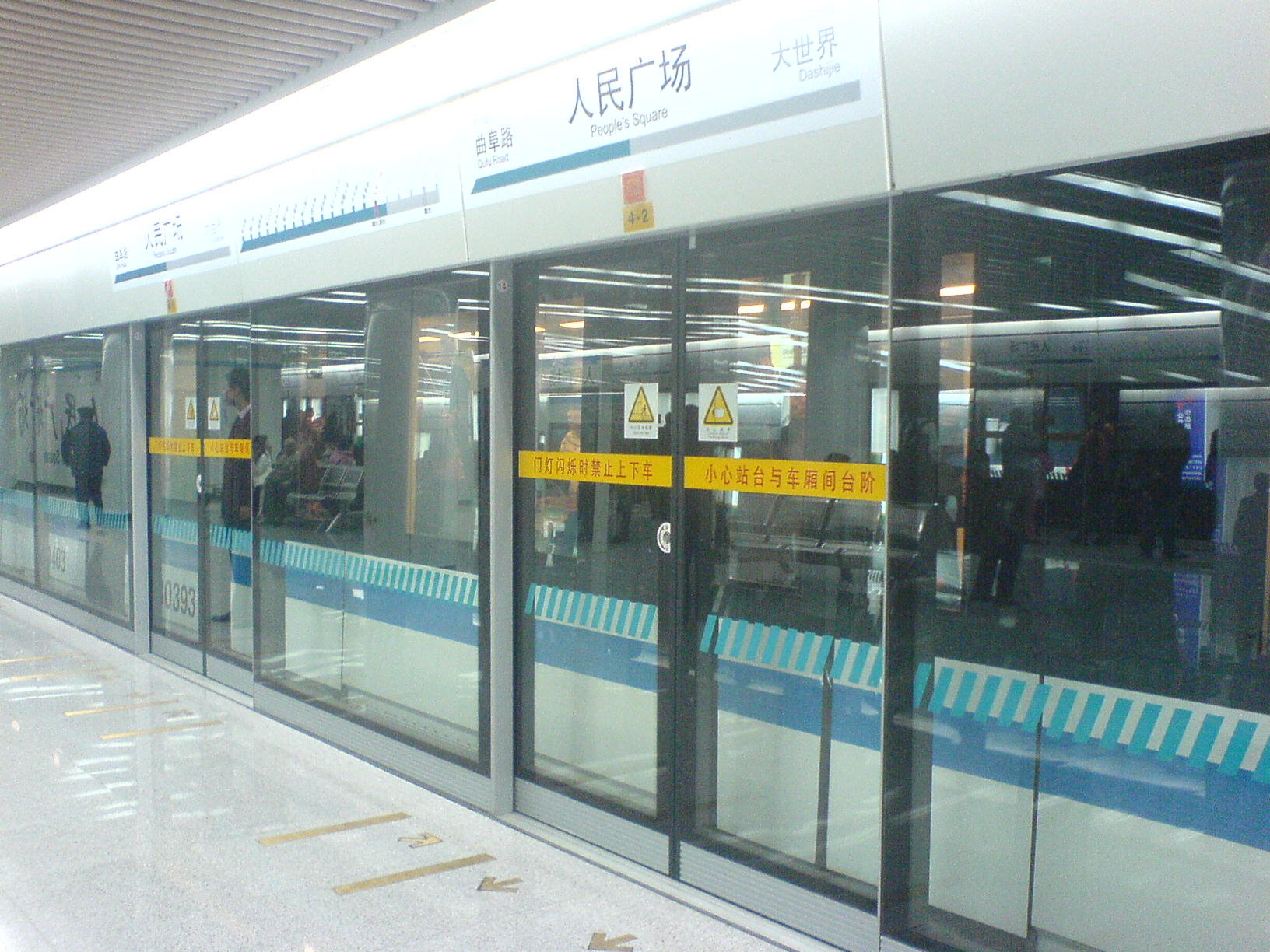
Linie 8 im People’s Square

Länge: 37,4 km; ab Shiguang Road bis Aerospace Museum (Museum für Luft- und Raumfahrt). Die Züge der Linie 8 sind baugleich mit denen der Linie 6.

### Linie 9

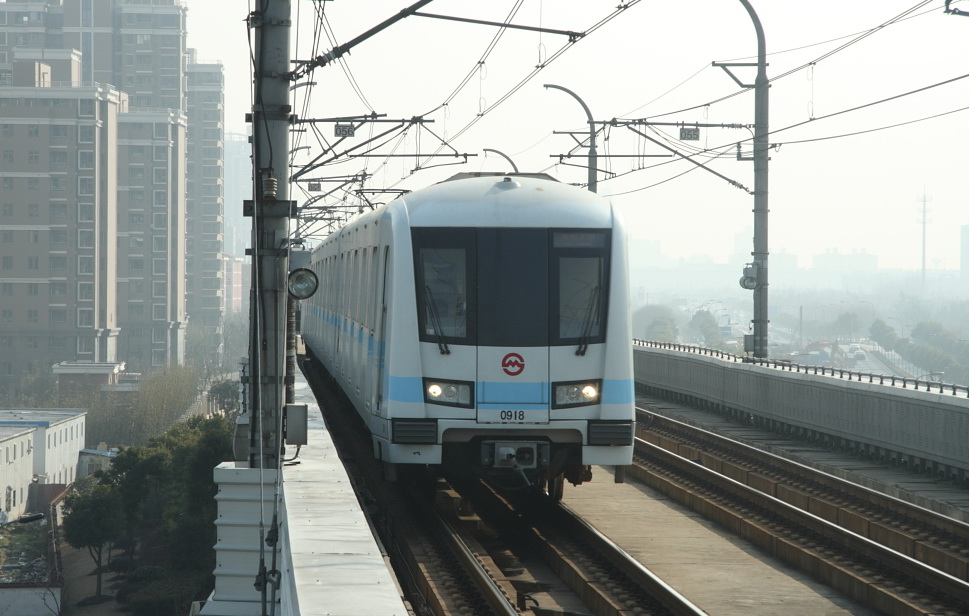
Linie 9

Länge: 45,2 km; ab Songjiang Südbahnhof im Stadtbezirk Songjiang bis Mittel Yanggao Road im Stadtbezirk Pudong. Bis Ende 2012 begann die Linie in Songjiang Xincheng.

### Linie 10
Länge: 35,4 km; ab Xinjiangwancheng im Stadtbezirk Yangpu bis Bahnhof Hongqiao im Stadtbezirk Changning und Hangzhong Road im Stadtbezirk Minhang.

### Linie 11
Gesamtlänge über 72 km (mit einer Linie A und einer Linie B); die Linie A („Main Line“) verläuft von Jiading New City, Station North Jiading, im Stadtbezirk Jiading bis Luoshan Road im Süd-Osten der Stadt und die Linie B („Branch Line“) von der Station Huaqiao über Anting („Autostadt“) zum Shanghai International Circuit.

### Linie 12
Die Länge beträgt 19 km. Die Linie führt von Tiantong Road (Zhabei) bis Jinhai Road und wurde am 29. Dezember 2013 eröffnet.

### Linie 13
Die Länge beträgt 38,8 km. Die Linie führt von Jinyun Road bis Zhangjiang Road (abschnittsweise Eröffnung Ende 2012 bis Ende 2018).

### Linie 14
Die Strecke ist 38 Kilometer lang und hat 30 Stationen.

### Linie 15

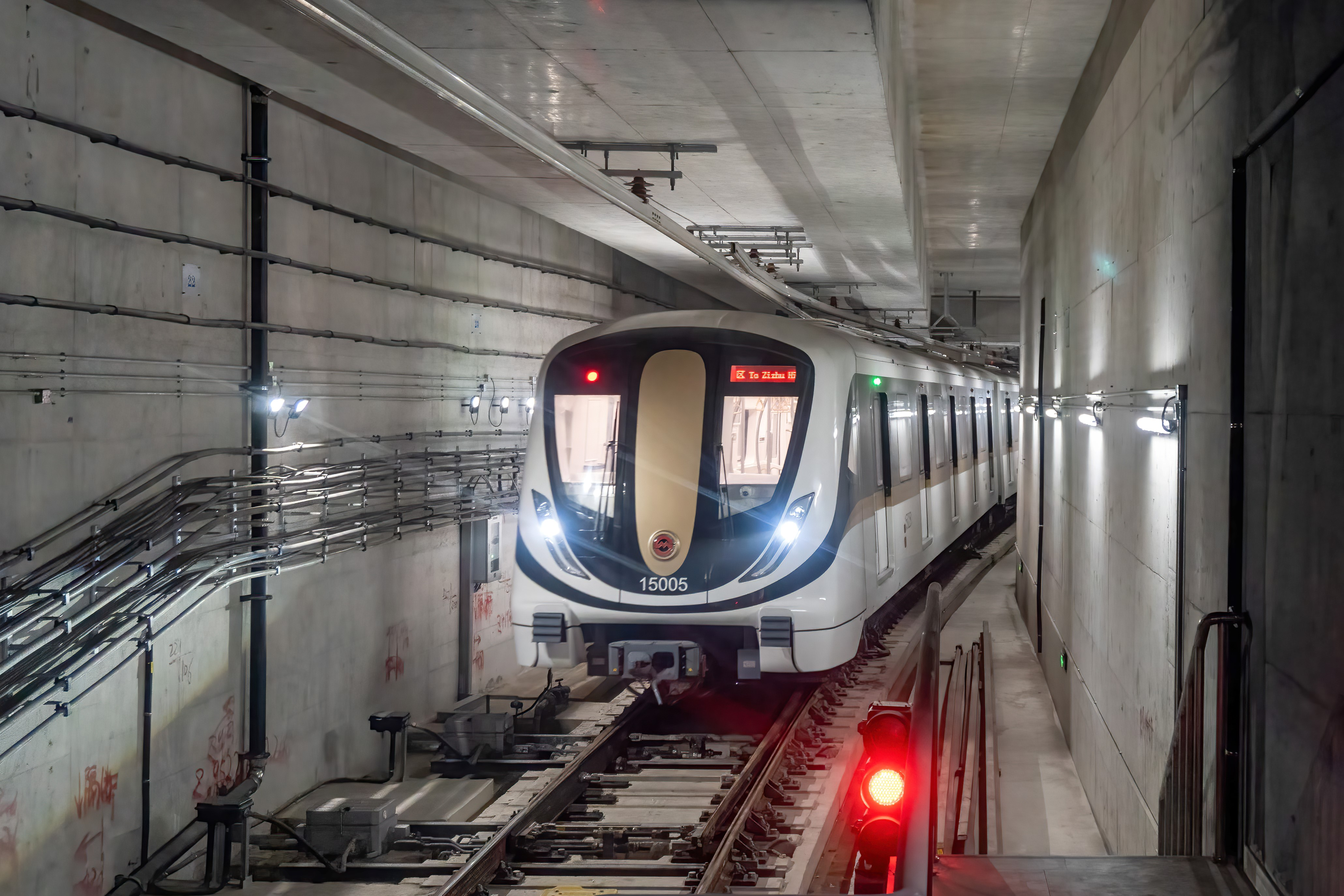
Linie 15

Die Linie 15 verläuft vom Gucun Park bis zum Zizhu-Hi-Tech Park. Besonders hebt sich die Station Wuzhong Road heraus. Es ist die erste Fahrerlose Metro Linie in Shanghai. Die Länge beträgt 42,3 km. Eröffnet wurde sie am 23. Januar 2021.

### Linie 16
Die Länge beträgt 51,9 km. Die Linie führt von Luoshan Road (Pudong) bis Dishui Lake (chinesisch 滴水湖, Pinyin Dīshuǐ Hú) in der Modellstadt Nanhui Xinchengzhen (chinesisch 南汇新城镇, englisch Nanhui New City) im Süden und wurde am 29. Dezember 2013 eröffnet. Wegen der großen Streckenlänge gibt es anders als bei den anderen Linien des Systems einen Express-Service, für den Ausweichstellen (englisch passing loops) zum Überholen der normalen Züge vorhanden sind. Dieser Service war aufgrund fehlender Zugeinheiten am 30. Januar 2014 auf den 21. März 2016 verschoben worden.

### Linie 17
Linie 17 wurde am 30. Dezember 2017 eröffnet. Sie verläuft vom Bahnhof Shanghai-Hongqiao in westlicher Richtung bis Oriental Land. Sie ist 35,3 km lag, wobei 18,3 km auf Brücken verlaufen und 16,1 km unterirdisch. Im oberirdischen Streckenteil liegen sechs Haltestellen und sieben im unterirdischen.
Diese Linie ist täglich von 7:30 Uhr bis 19:00 Uhr in Betrieb. Später soll die Betriebszeit von 6:00 Uhr bis 23:00 Uhr gehen.
Es werden 28 sechs-teilige Züge des Herstellers CRRC Chungchun eingesetzt.
Am östlichen Endpunkt gibt es Umsteigemöglichkeit zu den Linie 2 und 10.

### Linie 22
Die Länge beträgt 56,4 km. Die Linie verkehrt von Shanghai Nanzhan (Shanghai South Station) bis  Jinshan.

## Geschichte

Entwicklung des U‑Bahnnetzes (1993–2018)

Bereits 1958 wurden erste Bodenuntersuchungen in Shanghai unternommen, um einen möglichen Schnellbahnbau zu prüfen. Der weiche Boden erwies sich als Herausforderung, und es wurden zunächst in verschiedenen Teilen der Stadt Versuchstunnel hergestellt.
Vermutlich aus wirtschaftlichen wie politischen Gründen (Großer Sprung nach vorn, die Kulturrevolution) kam es lange Zeit nicht zur Ausführung.
Erst 1989 wurde ein Abkommen mit einem deutschen Konsortium um die Firma Siemens über den Bau einer Schnellbahnlinie geschlossen. Der damalige bayerische Ministerpräsident Stoiber überzeugte den Bürgermeister von Shanghai, einen bekennenden Fußball-Fan, endgültig, Siemens den Vorzug zu geben, erst dadurch, dass er ein Gastspiel des FC Bayern München in Shanghai vermittelte.
1990 erfolgte der Baubeginn für die Linie 1 von der Haltestelle Xinlonghua (die mittlerweile durch die Station Südbahnhof ersetzt wurde) und dem Hauptbahnhof. 1993 konnte der Testbetrieb auf dem ersten Abschnitt begonnen werden. Zwei Jahre später erfolgte 1995 die Inbetriebnahme der Strecke vom Jinjiang Park bis zum Hauptbahnhof.

## Unfälle
Laut offiziellen chinesischen Angaben gab es erst einen Selbstmörder, der es geschafft hat, sich vor einen Zug zu werfen. Alle anderen Vorfälle, bei denen Passagiere überfahren wurden, wurden als Unfälle infolge von Drängeleien an überfüllten Bahnsteigen eingestuft. Am 5. Juli 2010 um 18:16 Uhr Ortszeit bezahlte ein weiblicher Fahrgast den Versuch, sich durch eine schließende Tür in einen Zug der Linie 2 an der Zhongshan Park Station zu drängeln, mit dem Leben. Ihr Handgelenk wurde in der Tür einklemmt und sie hing außen am Zug fest. Durch einen unglücklichen Zufall berührte sie keine der Lichtschranken an der Zugtür und ihr Handgelenk war schmaler als die Toleranz des Sicherheitssystems, welches die Zuganfahrt verhindert, wenn etwas in der Tür eingeklemmt ist. Nachdem sie auch ein herbeigeeilter Sicherheitsmann nicht befreien konnte, wurde sie vom anfahrenden Zug gegen ein Geländer geschleudert.
Trotz moderner Signal- und Sicherheitstechnik kam es am 27. September 2011, 14:51 Uhr Ortszeit zu einem schwereren Unfall. Auf der Linie 10 in der Nähe des weltberühmten Yu-Gartens kollidierten zwei Züge in einem freien Tunnelabschnitt. Dabei wurden 260 Menschen verletzt, davon 20 schwer. Der Umstand, dank dessen es keine Toten gab, war auch ein Teil der Unglücksursache: Nach einem Ausfall der Signal- und Kollisionswarntechnik 41 Minuten zuvor, wurden die Bahnen via Zugbahnfunk und mit stark verminderter Geschwindigkeit durch den betroffenen Streckenabschnitt dirigiert. Das Unglück löste praktisch unmittelbar eine für chinesische Verhältnisse heftige Diskussion über den schnellen Ausbau der Verkehrsinfrastruktur in der 23-Millionen-Metropole und auch landesweit aus, zumal die Sicherheitstechnik des betroffenen Tunnels von derselben Firma hergestellt und installiert wurde, die auch für die Ausrüstung der Strecke zweier wenige Wochen zuvor kollidierten Hochgeschwindigkeitszüge verantwortlich zeichnete.

## Weiterer Ausbau

Shanghai U-Bahn-Planung (2009–2020)

Der zehnte Fünfjahresplan in Shanghai von 2000 sah zunächst bis 2020 den Ausbau des Schnellbahnnetzes auf eine Gesamtlänge von 540 km vor. Diese Planungen werden jedoch laufend weiter entwickelt – Meilenstein im Schnellbahnbau in Shanghai war die Weltausstellung Expo 2010.
Für dieses Großereignis wurden ehrgeizige Erweiterungspläne ausgearbeitet. Daher waren schon im Jahr 2010 11 Linien mit einer Gesamtlänge von 400 km in Betrieb. In der Kernstadt soll es alle 900 Meter eine Schnellbahnhaltestelle geben. Bis 2020 ist der Ausbau des Netzes auf 22 Linien geplant. Das gesamte Streckennetz soll dann 970 km lang sein und somit voraussichtlich das längste Schnellbahnnetz der Welt.

### Strecken in Bau
- Linie 12: Gesamtlänge 33,6 km; wird von Qixin Road in Minhang Distrikt nach Jinsui Road in Pudong verlaufen, mit einer westlichen Abzweigung nach Gudai Road, Zhongchun Road und einer östlichen Abzweigung nach Caolu.
- Linie 13: Gesamtlänge 29,8 km; wird von Huajiang Road in Jiading nach Süd Zhangjiang Road in Pudong verlaufen.
- Linie 14: wird von Jiangqiao nach Jinqiao verlaufen.
- Linie 16: wird am nördlichen Ende von der Luoshan Road bis zur Longyang Road um zwei Haltestellen verlängert.

### Strecken in Planung
- Linie 18: wird von der Changbei Road nach Hangtou Town verlaufen.
- Linie 19: wird von der Jinhai Road in Pudong zur Insel Chongming verlaufen.
- Linie 20: wird von Hongqiao Bahnhof nach Gongqing Park verlaufen.
- Linie 21: wird von Wujing zum Fußballstadion Hongkou verlaufen.

### Linienbenennung
Die Planung in Shanghai sah ursprünglich drei verschiedene Kategorien von Schnellbahnen vor. Zunächst waren „Metrolinien“ als rein innerstädtische Schnellbahnen vorgesehen. Als „Regional Express“-Linien wurden Schnellbahnen geplant, die Vororte mit der Innenstadt verbinden. Und als „Light Railway Line“ wurden schließlich Schnellbahnen bezeichnet, die lediglich verschiedene Stadtteile miteinander verbinden, ohne Anbindung der Innenstadt. Eine einheitliche Benennung aller Metro-Linien wurde jedoch eingeführt.
L=Light Railway Line

M=Metro Line

R=Regional Express Line
- Linie 1, früherer Name Metro Linie 1, Planungsname R1
- Linie 2, früherer Name Metro Linie 2, Planungsname R2
- Linie 3, früherer Name Pearl Line, Planungsname M3
- Linie 4, früherer Name Circle Line, Planungsname M4
- Linie 5, früherer Name Xin Min Line, geplant als Teil der Linie R1
- Linie 6, früherer Name Pudong Light Rail, Planungsname L4
- Linie 7, Planungsname M7
- Linie 8, früherer Name Yangpu Line, Planungsname M8
- Linie 9, früherer Name Shengsong Line, Planungsname R4
- Linie 10, Planungsname M1
- Linie 11, Planungsname R3
- Linie 12, Planungsname M2
- Linie 13, Planungsname M5
- Linie 14, Planungsname M6
- Linie 15, Planungsname L1
- Linie 16, Planungsname L2
- Linie 17, Planungsname L3
- Linie 18, Planungsname L5

## Technik
Die Metro von Shanghai weist einige technische Besonderheiten bzw. Neuerungen auf, die eine nähere Betrachtung verdienen.

### Gleise und Stromzufuhr
Schon in die ersten Planungen 1958 floss die Idee ein, Vorstadtbahnhöfe und einige aufgeständerte Gleiskörper der staatlichen Eisenbahn mitzubenutzen oder zu übernehmen. Weiter wurde zu Beginn der konkreten Planungen Ende der 1980er Jahre schnell festgelegt, die Zusammenarbeit mit deutschen Firmen in puncto Bau und Rollmaterialbeschaffung zu suchen. Aufgrund dessen verwenden alle Linien Normalspur (1435 mm) mit teilweise abgedeckten Betonschwellen im Betonbett. Auf einigen von der staatlichen Eisenbahn übernommenen oberirdischen und Viaduktaltstrecken gibt es Abschnitte mit Holzschwellen im Schotterbett, diese werden aber nach und nach ersetzt.
Die Stromzuführung erfolgt, für Metrosysteme ungewöhnlich, über Oberleitungen. Die Linie 16 wird als Ausnahme davon mit einer seitlichen Stromzuführung betrieben. Die Züge der Linie 16 besitzen daher sowohl einen Dachstromabnehmer als auch einen seitlichen Stromabnehmer. Die Linien werden mit 1500 V Gleichspannung betrieben, etwa die doppelte Spannung die Stromschienensysteme nutzen. Dies erklärt die Benutzung der Oberleitung und erlaubt eine Höchstgeschwindigkeit von 80 km/h. Siemens rüstete die Stromzuführung der Linie 2 mit einer neuartigen Kontaktstromschiene, immer noch über den Bahnen, und sieben zusätzlichen Umspannstationen in verschiedenen Bereichen des störanfälligen Stadtstromnetzes nach, um eine ausfall- und schwankungsfreie Stromversorgung zu garantieren. Die Linie wird trotzdem mit normalen Stromabnehmern befahren.

### Stationen

#### Grundausstattung
Alle Stationen sind an ein zentralgesteuertes Lautsprechersystem angeschlossen, das allerdings nur für Notfallansagen, Umleitungen, sonstigen Störungen im Betriebsablauf oder der Entschuldigung von Zugausfällen genutzt wird. Das Stationspersonal kann sich ebenfalls in das System einklinken.
Zweisprachige Fahrkartenautomaten (mandarin und englisch) an den Stationseingängen sind Standard.
Wohl aus Platzgründen gibt es wenig Sitzmöglichkeiten. Papierkörbe sind überall reichlich vorhanden. Die Müllentsorgung auf den Boden oder in das Gleisbett zieht schwere Strafen von mehreren Tausend Yuan bis zu fünf Tage Gefängnis nach sich.

#### Sicherheitsausstattung

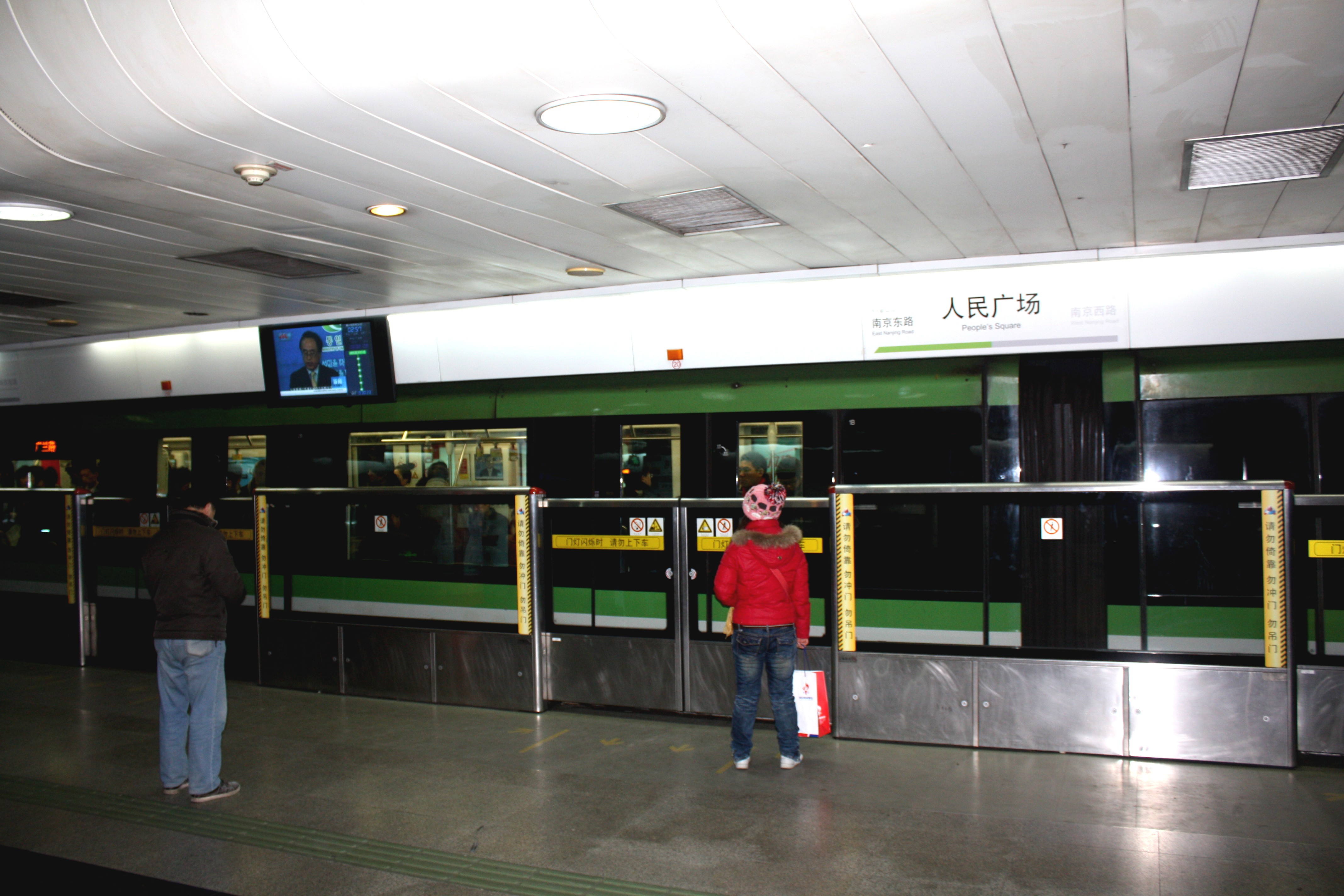
Bahnsteigtüren an der Linie 2-Station People’s Square (2011)

In den Kernstadtbereichen der Linien 1, 4 sowie 6 bis 10 verfügen stark frequentierte Stationen über Bahnsteigtüren an den Kanten, die sich erst öffnen, wenn der Zug zum Stehen gekommen ist. Dies soll verhindern, dass jemand, auch bei großem Gedränge, auf das Gleis fällt. Die Linie 2 wird momentan nachgerüstet. Am People’s Square sind seit geraumer Zeit als Ersatz hüfthohe Sperren angebracht.
Überall gibt es gut erreichbare Panikhebel, die den Zugverkehr stoppen und Sicherheitspersonal herbeirufen.
U-Bahn-eigenes Sicherheitspersonal oder Stadtmiliz ist in allen Stationen zu finden. Außerdem wird an jedem Zugang zu den Bahnsteigen eine Gepäckkontrolle mittels Röntgengeräten durchgeführt. Darüber hinaus sind alle Stationen großzügig mit Videoüberwachungstechnik ausgestattet.
Es gibt mehrere unabhängig voneinander funktionierende Alarmsysteme für Feuer, Gas, Überschwemmung und Erdbeben, die mittels Signaltönen und automatischen Lautsprecherdurchsagen warnen.
Alle unterirdischen und Viaduktstationen sind videoüberwacht.

#### Fahrgastinformation
In den oberirdischen Bereichen werden nachfolgende Züge per LED-Anzeige, in den unterirdischen per LC-Bildschirm, mit Liniennummer, Endbahnhof und Ankunftszeit in Echtzeit angezeigt, oft allerdings nur in Mandarin. Fahrkartenautomaten, Aushänge und Fahrpläne sind zweisprachig in Mandarin und Englisch. Über langwierige Störungen oder Ausfälle wird per Lautsprecher informiert.

#### Sonstiges
In einigen wenigen Stationen gibt es Snack- und Getränkeautomaten, in den großen Umsteigebahnhöfen auch Verkaufsbuden für Souvenirs und Snacks/Getränke, einige der größten Stationen beinhalten kleine Shops für Handykarten und -zubehör.
In allen unterirdischen Stationen ist der Handyempfang sehr gut, telefonieren in den Tunneln ist allerdings nicht überall möglich.

### Tunnel- und Streckentechnik

#### Sicherheit
Die Standards der Signal- und Sicherheitstechnik, inklusive eines hochmodernen Antikollisionssystems wurden von Siemens gesetzt und genügen im Normalfall höchsten Ansprüchen.

#### Besonderheiten
Aufgrund von Fehlplanungen, vor allem in den Übergängen der Vergabe des Strecken- und Rollmaterialbaus von ausländische an einheimische Firmen, weisen die neueren Linien in den unterirdischen und Hochbahnbereichen stärkere Unterschiede im Lichtraumprofil und den Bahnsteigabständen auf als ursprünglich angedacht war. Faktisch entstehen deshalb in Shanghai ungewollt zwei Metronetze, deren Rollmaterial auf weiten Streckenabschnitten nicht kompatibel ist. Ähnliche Probleme hat die New York City Subway, hier ist der Grund allerdings der, dass das ursprüngliche Netz tatsächlich von zwei unterschiedlichen Betreibern erbaut wurde. Auch die U-Bahn Berlin fällt in diese Kategorie.

### Rollmaterial
- 60 Bombardier Movia 456 Sechs-Wagen-Züge – Linie 1 und 5
- 37 Siemens (GSMG) Sechs-Wagen-Züge (Seit circa 2007 neu zusammengestellt) – Linie 1 und 2
- 28 Alstom Metropolis Sechs-Wagen-Züge – Linie 3
- 283 Alstom Metropolis Sechs-Wagen-Züge – Linie 4, 6, 7 und 8
- 37 Alstom Metropolis Acht-Wagen-Züge – Linie 1 und 2
- unbekannt viele Reaktivierungen alter Vorortzüge und Trams aus chinesischer Eigenfabrikation
- unbekannt viele Nachbauten der Siemens (GSMG) Sechs-Wagen-Züge (Einzelheiten werden wegen fehlender Lizenzen geheim gehalten)

Die Metro Shanghai nutzt beinahe ausschließlich Sechs-Wagen-Züge, einige wenige Ausnahmen sind:
- Linien 5, 6, 16 und derjenige Teil der Linie 2 zwischen Guanglan Road und dem Flughafen Pudong, welche Vier-Wagen-Züge nutzen
- Linie 1 und der Rest der Linie 2 nutzen Acht-Wagen-Züge

Aufgrund von Problemen, Rollmaterial in ausreichenden Mengen auf dem Weltmarkt schnell genug zuzukaufen bzw. selbst zu produzieren, wurden alte Vorortzüge und Trams reaktiviert, was zu Problemen führte und Änderungen und Nachrüstungen an der Strecken- und Sicherheitstechnik und sogar den Streckenbauplänen nach sich zog.

## Shanghai Suburban Railway

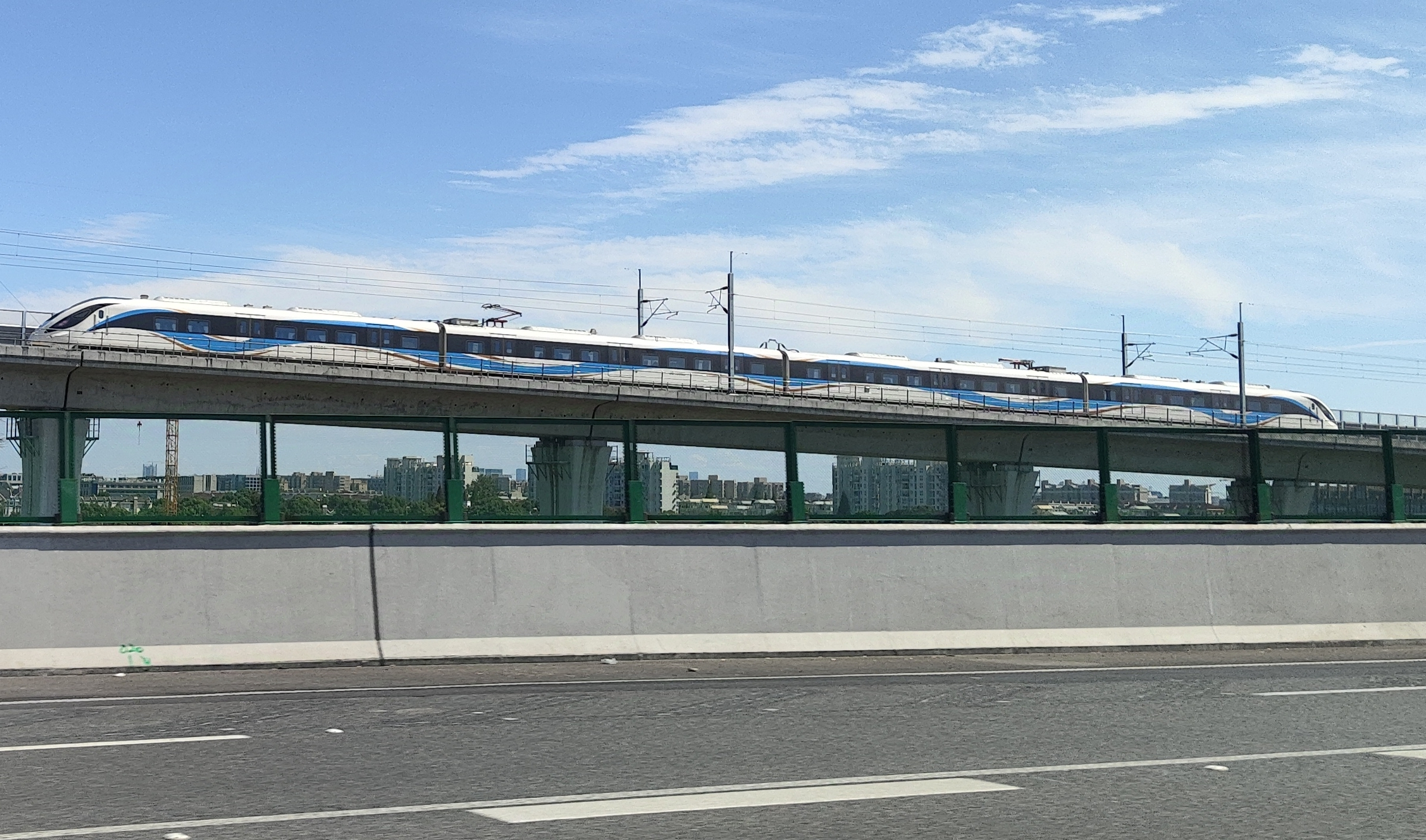
Zug des Airport Rail Link zwischen Hongqiao und Pudong

In der Region Shanghai wird mit der Suburban Railway ein übergeordnetes Netz schnellerer Schienenverbindungen geschaffen.
Im Jahr 2022 wurde der Schnellverkehr auf der Jinshan-Linie eröffnet. Die bestehende Eisenbahnstrecke verbindet den Südbahnhof Shanghai mit dem 55 Kilometer entfernten Jinshan. Die Vorortzüge der Staatsbahn halten bis zu acht Mal.
Nach fünf Jahren Bauzeit ging schließlich Ende 2024 die Flughafenverbindung Airport Rail Link zwischen den Megahubs Hongqiao (Bahnhof und Flughafen) und Pudong (Flughafen) in Betrieb. Die 59 Kilometer lange Strecke mit sieben Stationen verkürzte die Fahrzeit zwischen den beiden Flughäfen von 70–90 auf nur 40 Minuten. Die Linie wird von der Shentong Metro Group mit einer Höchstgeschwindigkeit von 160 km/h betrieben. Über 80 % der Strecke verläuft unterirdisch, die übrigen Abschnitte in Hochlage. Das Profil der Tunnel ist mit 14 Metern Durchmesser gegenüber den Metro-Tunneln (6,9 Meter Durchmesser) deutlich vergrößert, da die neu entwickelten Züge des Typs C etwa Fernbahnmaße aufweisen (Einzelwagen etwa 24,5 Meter lang und 3,3 Meter breit). Für den Bau wurde eine 99 Meter lange und 3200 Tonnen schwere Tunnelbohrmaschine entwickelt. Eine Verlängerung auf der Pudong-Seite ist in Bau.